# Fricourt British Cemetery (Bray Road)

## Cimetière militaire
Le Fricourt British Cemetery (Bray Road)  ( Cimetière militaire britannique de la route de Bray, Fricourt) est un cimetière militaire de la Première Guerre mondiale, situé sur le territoire de la commune de Fricourt, dans le département de la Somme, au nord-est d'Amiens.

### Localisation
Ce cimetière est situé dans village, le long de la rue d'Arras, sur la  D 147.

### Histoire

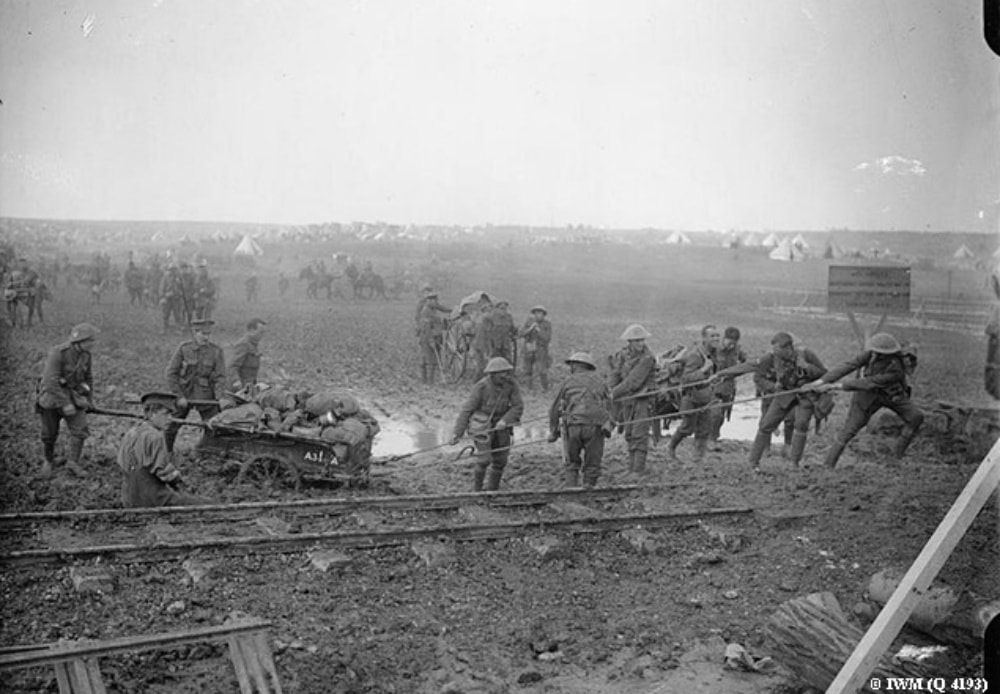
British troops pulling a Lewis gun handcart through the deep mud. The Machine Gun Corps camp can be seen in the background. Hill 163 at the Fricourt-Bray road, 7th August 1916 (traduction:Les troupes britanniques tirant une charrette à bras Lewis à travers la boue profonde. Le camp du Machine Gun Corps est visible en arrière-plan. Cote 163 de la route Fricourt-Bray, 7 août 1916.

Le 30 juin 1916, le village de Fricourt se trouve juste à l'intérieur de la ligne de front allemande. Il a été attaqué le 1er juillet par la 17è division, et à la fin de la journée, il a été pris par cette division à l'ouest, la 21è au nord et la 7é au sud. le village est occupé par la 17é division le lendemain et restera aux mains des troupes britanniques jusqu'au 25 mars 1918 date à laquelle il sera repais par les Allemands. Le village sera définitivement libéré par les troupes britanniques le 26 aôut 1918.

Deux cimetières ont été construits par la 17e division, et la plupart des morts qui y sont enterrés appartenaient à cette division.
Le cimetière britannique de Fricourt (Bray Road) a été construit par le 7th East Yorkshire Regiment entre le 5 et le 11 juillet 1916. Il a été utilisé jusqu'à la fin octobre de la même année.
Le cimetière contient 133 sépultures et commémorations de la Première Guerre mondiale. L'une des sépultures n'est pas identifiée et un mémorial spécial commémore une victime connue pour être enterrée dans le cimetière dont la tombe n'a pas pu être localisée.

### Caractéristique
Ce cimetière a un plan rectangulaire de 40 m de longueur sur 15 m .

Il est entouré d'un mur de pierre.

### Galerie

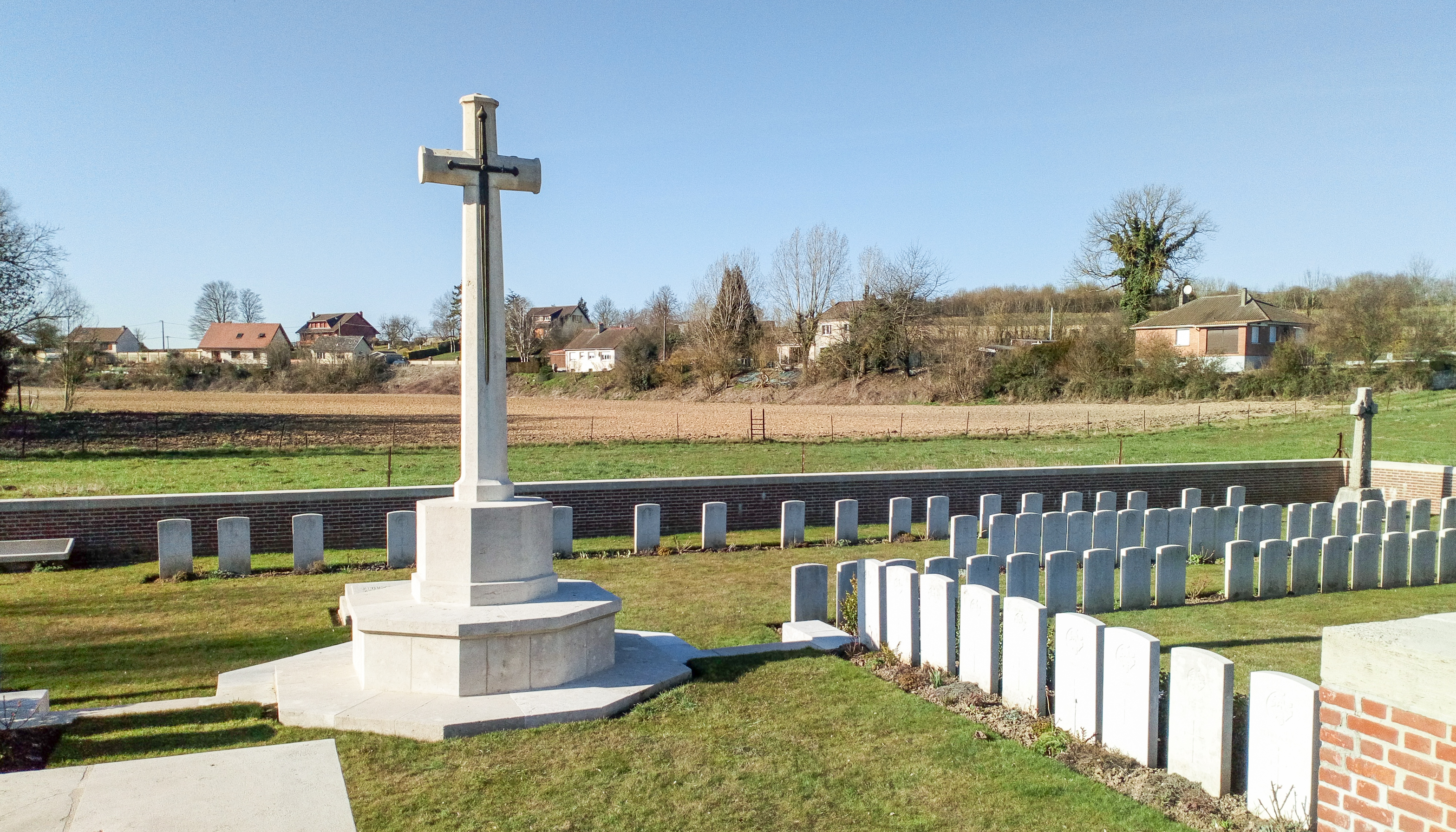
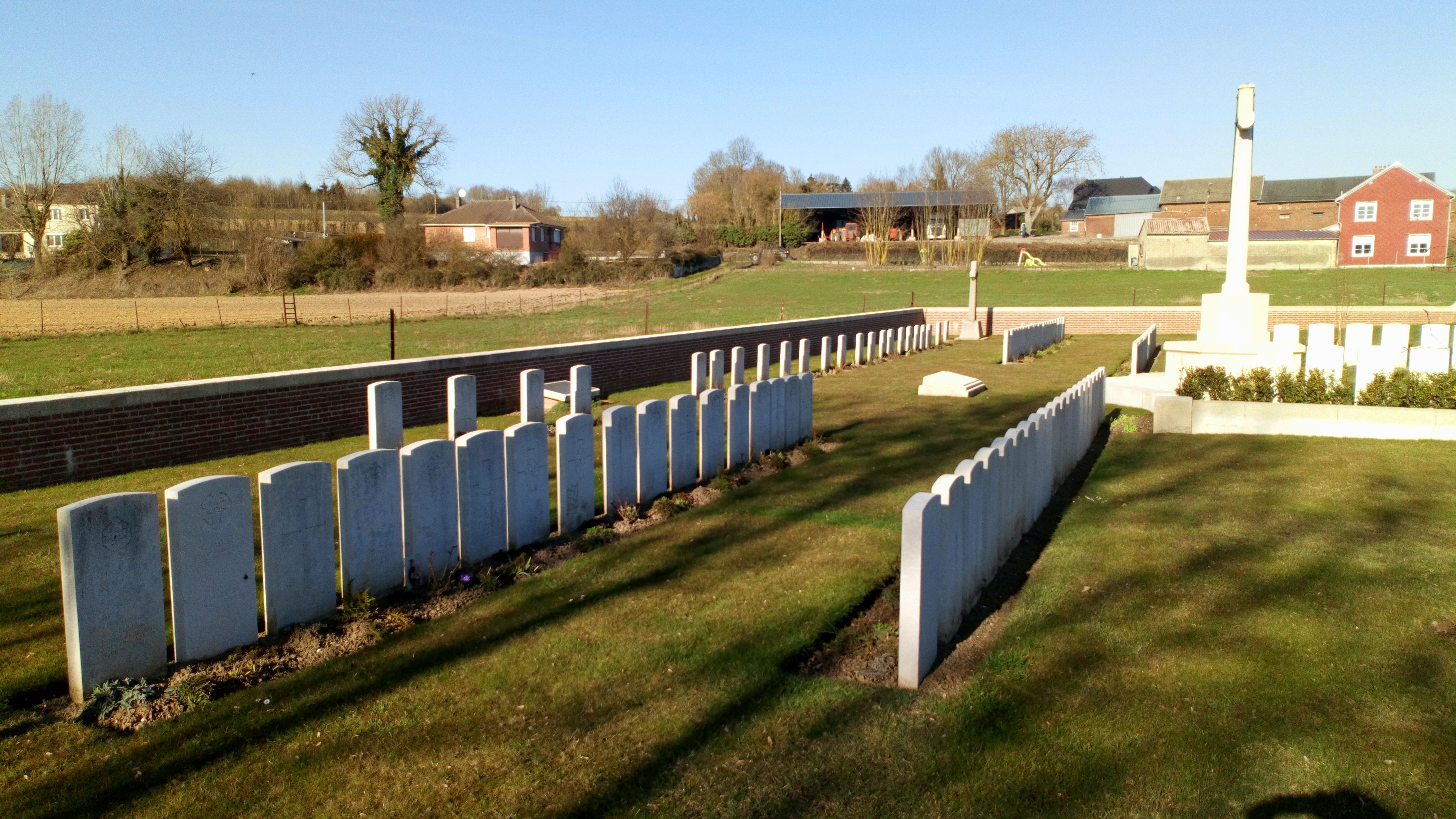
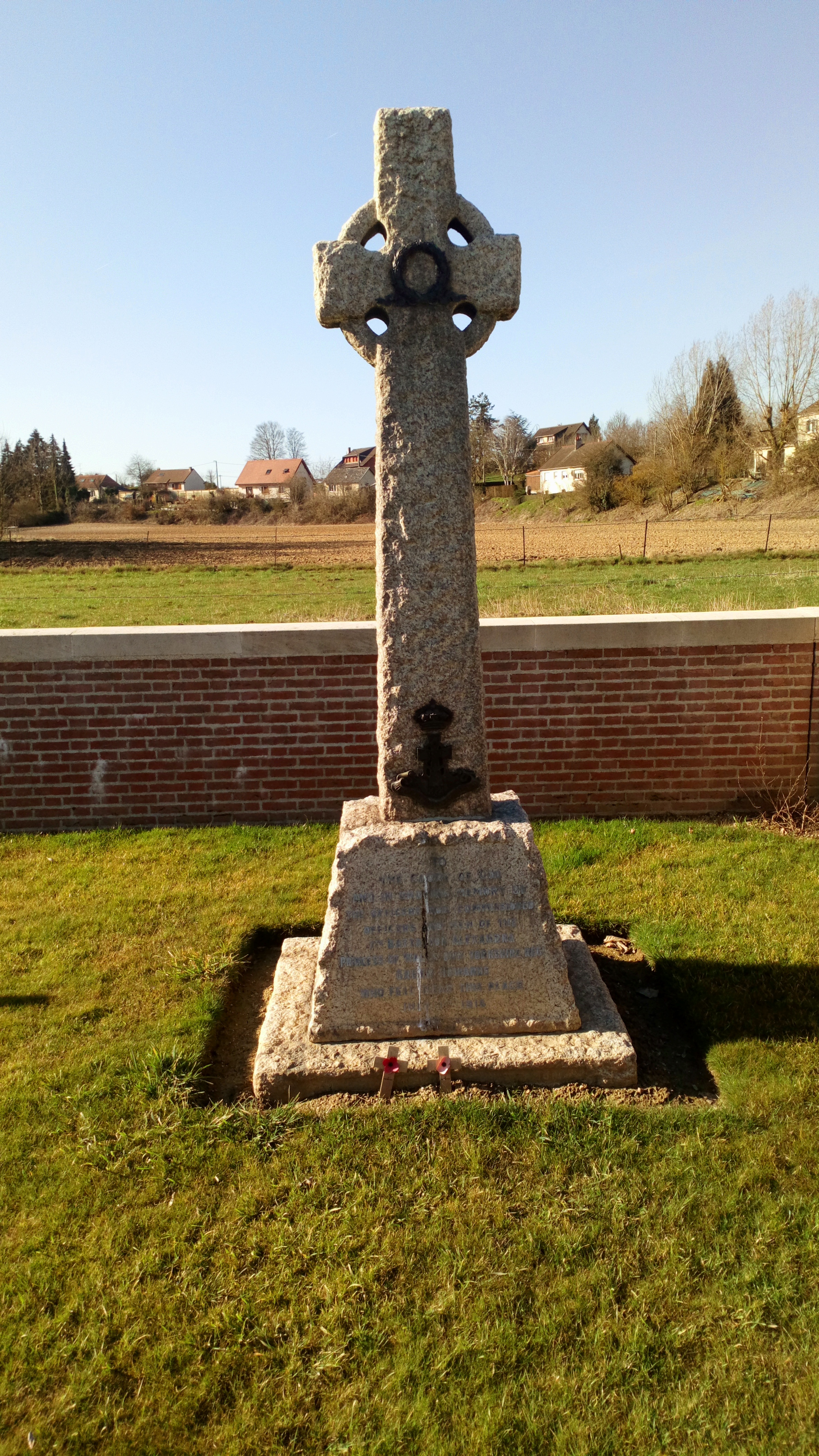
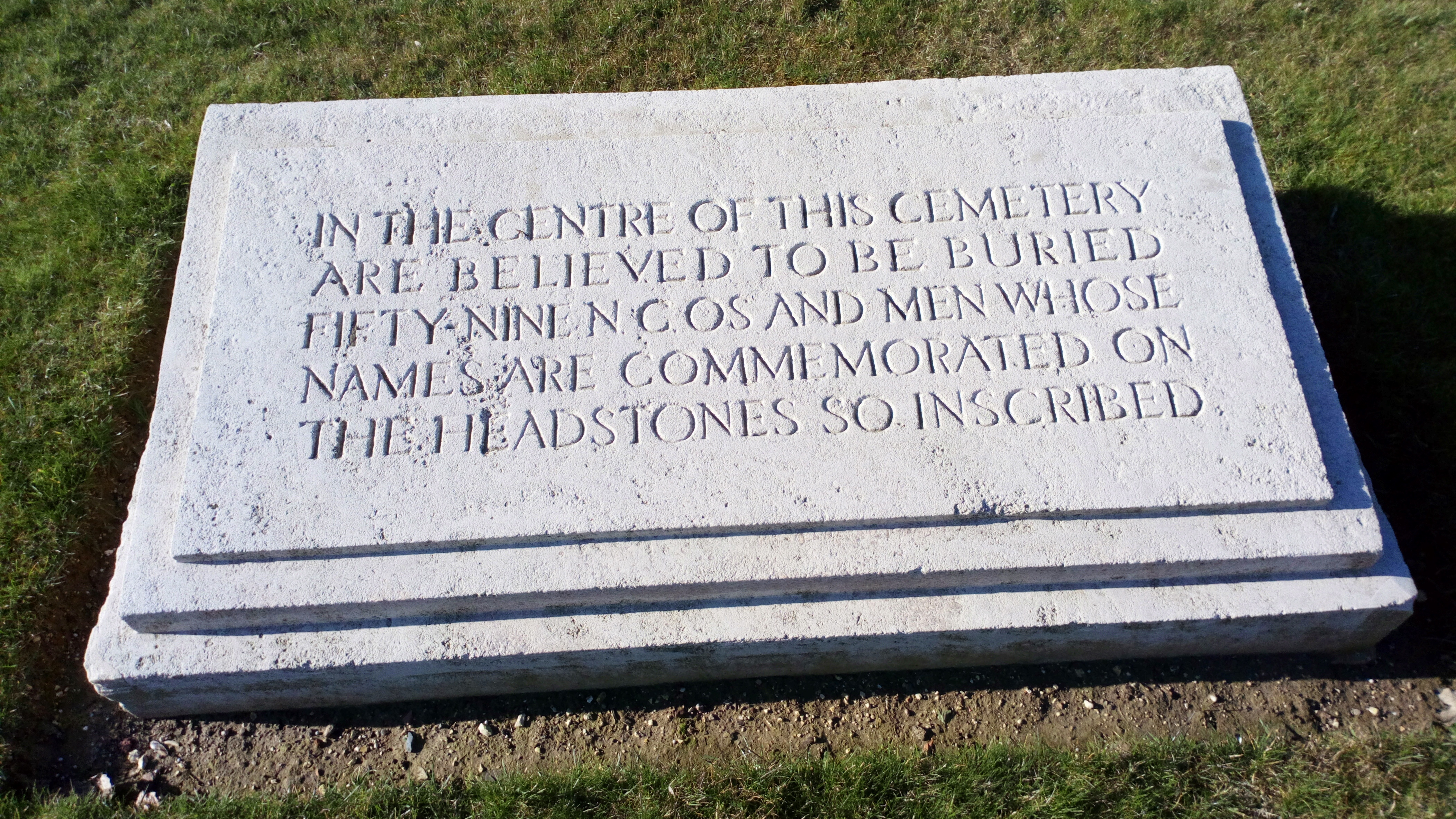

### Sépultures
| Pays             | Sépultures |
| ---------------- | ---------- |
| Royaume-Uni      | 131        |
| Nouvelle-Zélande | 1          |
| Total            | 132        |